# 김문환
김문환(金紋奐, 1995년 8월 1일 ~ )는 대한민국의 축구 선수로 현재 K리그1 대전 하나 시티즌에서 오른쪽 풀백, 오른쪽 측면 미드필더, 오른쪽 윙어로 활동 중이며 2018년 아시안 게임 금메달리스트이다.

## 어린 시절
중앙대학교 축구부에서 활약했으며, 대한민국 U-20에도 발탁되었다. U리그 2016에서는 득점 1위를 달리다가 마지막에 밀려 최종 득점 2위에 올라섰다. 3학년까지 재학하다 부산 아이파크에 입단하였다.

## 구단 경력
2017년 1월 4일 부산 아이파크와 계약을 맺었다. 김문환은 신인임에도 불구하고 팀에 빠르게 녹아들었다. 3월 4일 K리그 챌린지 개막전 성남 FC와의 경기에서 선발 투입되며, 프로 무대 데뷔전을 가졌다. 4월 2일 아산과의 경기에서 첫 도움을 기록했으며, 29일 FC 안양과의 경기에서는 프로 무대 데뷔골을 기록하였다. 김문환은 7월 한달 동안 세 골을 기록하기도 하였다. 부산과 프로에서의 첫 시즌임에도 30경기에 출전하고, 4골을 기록하였다. 주로 윙어로 출전하였으나, 간간히 윙백으로 출전하기도 하였다.
2021 시즌을 앞두고 MLS의 로스앤젤레스 FC로 이적했다.
2022 시즌을 앞두고는 중앙 미드필더로 포지션을 변경했다.
3월 19일에 전북 현대 모터스 이적이 발표되면서 K리그로 복귀하였다.
2023 시즌 중 카타르의 알두하일로 이적하였다.

## 국가대표팀 경력
과거 U-20 대표팀에도 뽑혔던 김문환은 부산에서 보여준 기량과 유틸리티성을 인정받아 2018년 AFC U-23 챔피언십에 출전할 U-23 대표팀 명단에 선발되었다. 박항서 감독이 이끄는 베트남과의 조별리그 1차전 경기에서 교체 출장해 국태정이 불안한 모습을 보인 좌측 풀백 자리를 커버하기도 했다. 우측이 주포인데다가 원래 윙어를 선호하는 선수라 불안한 감도 있었지만 생각보다 좋은 플레이를 보여줬다. 그리고 시리아와의 조별리그 2차전에서는 오른쪽 윙어로 출전했지만 후반에 거친 플레이로 경고 누적으로 퇴장당하면서 1경기 출장 정지 징계를 받아 조별리그 최종전에는 결장했고 말레이시아와의 8강전부터 다시 오른쪽 윙어로 출전했고 이후 3위 결정전까지 선발 출전하며 측면 공격수로 활약했다. 비록 본인의 플레이는 그렇게 나쁘지는 않았지만 김봉길호 자체가 상당히 경기력이 부진했던 탓에 좋은 평을 많이 받지 못했고 특히 퇴장을 당하는 등 쉽게 흥분하는 모습도 보여주며 안타까움을 자아냈다. 그러나 소속팀 부산에서의 맹활약으로 2018년 아시안 게임 축구에 출전할 23인 최종 명단에 다시 포함되어 말레이시아와의 조별리그 2차전 경기를 제외하고 전 경기에서 풀타임으로 뛰며 왕성한 활동을 보여주면서 대한민국의 금메달에 기여했다.
2019년 AFC 아시안컵에 참여하는 대한민국 축구 국가대표팀 명단에 포함되었다.

## 수상 내역

### 팀
U-23 대표팀
- 아시안 게임 축구 : 금메달 (2018)

전북 현대 모터스
- 코리아컵 : 우승 (2022)

### 개인
- K리그2 베스트 11 : 2018, 2019